# Neuvy (Marne)
Pour les articles homonymes, voir Neuvy.
Neuvy est une commune française, située dans le département de la Marne en région Grand Est.

## Géographie

### Situation
La commune est nichée dans la Brie dite « d'Esternay » (côtes de l'Île-de-France), c'est-à-dire aux confins de la Marne et de la Seine-et-Marne. Elle est traversée par le Grand Morin.
L'altitude est d'environ 150 à 170 mètres. L'agriculture occupe une place prépondérante dans le paysage, qui se révèle aussi parfois boisé.
|                         | Joiselle   | Champguyon |
| Réveillon               | Neuvy      | Esternay   |
| Saint-Martin-du-Boschet | Courgivaux |            |

### Lieux-dits et écarts
L'habitat étant dispersé, Neuvy est composé du village mais également d'une quinzaine de hameaux ou lieux-dits, parmi lesquels Nogentel, Aulnay, le Tronchot, Montbléru, Condry…

### Hydrographie

#### Réseau hydrographique
La commune est dans la région hydrographique « la Seine de sa source au confluent de l'Oise (exclu) » au sein du bassin Seine-Normandie. Elle est drainée par le Grand Morin, le ruisseau Nogentel, le cours d'eau 01 de Condry, le Fossé 02 du Bois des Prés, le Fossé 03 du Bois des Prés, le ru des Routis, le ruisseau de Champ Oudot, le ruisseau de la Fontenelle, le ruisseau des Jarruriers, le ruisseau du Pont Sec, divers bras du Grand Morin et divers autres petits cours d'eau,.
Le Grand Morin, d'une longueur de 118 km, prend sa source dans la commune de Lachy et se jette dans la Marne à Condé-Sainte-Libiaire, après avoir traversé 37 communes. 

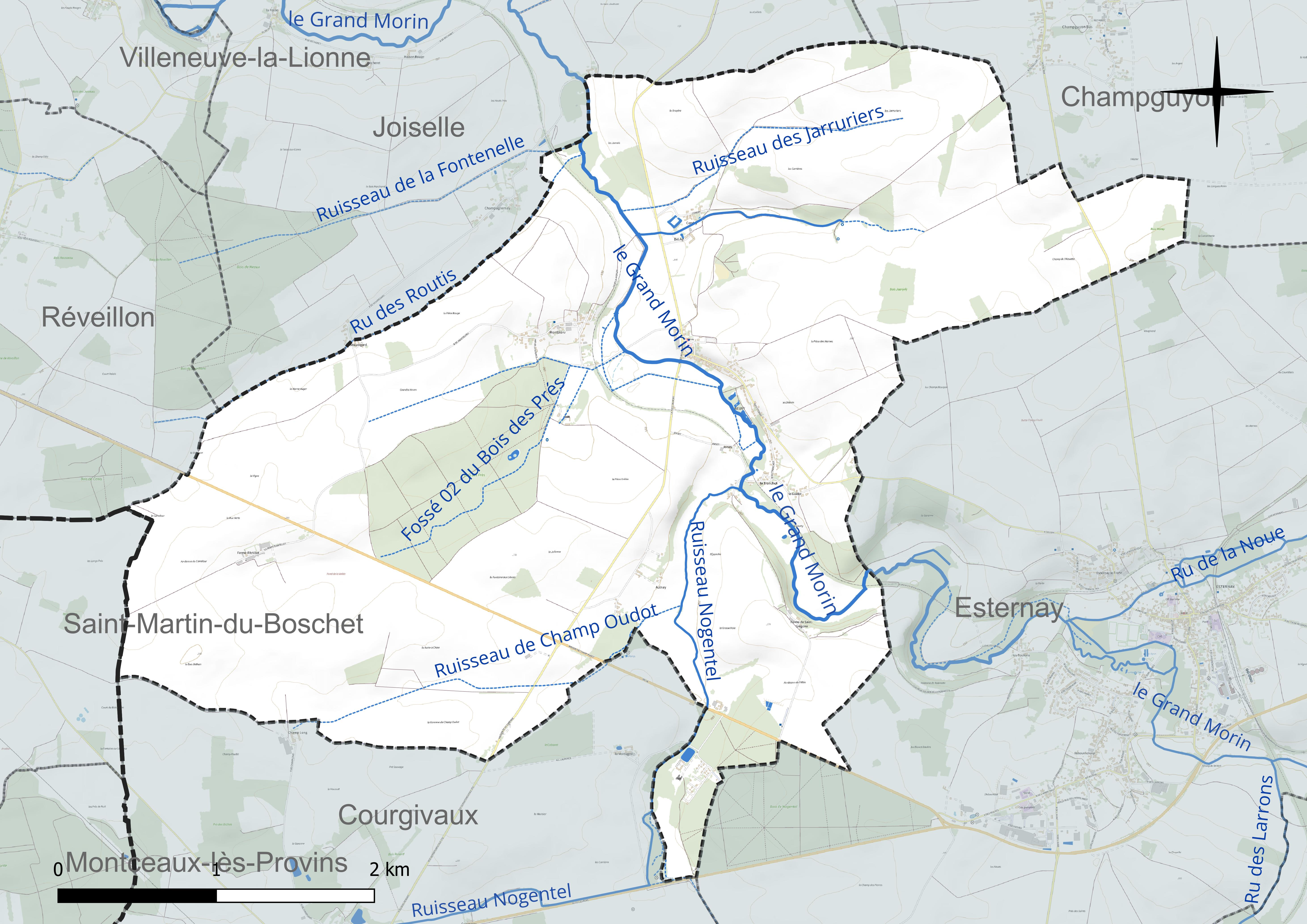
Réseau hydrographique de Neuvy.

#### Gestion et qualité des eaux
Le territoire communal est couvert par le schéma d'aménagement et de gestion des eaux (SAGE) « Petit et Grand Morin ». Ce document de planification concerne le territoire des bassins versants du Petit Morin (630 km2) et du Grand Morin (1 185 km2) et se répartit sur trois départements (la Marne, l'Aisne et la Seine-et-Marne). Il a été approuvé le 21 octobre 2016. La structure porteuse de l'élaboration et de la mise en œuvre est le Syndicat mixte d'aménagement et de gestion des eaux (SMAGE) - EPAGE. 
La qualité des cours d’eau peut être consultée sur un site dédié géré par les agences de l’eau et l’Agence française pour la biodiversité. 

### Climat
Pour des articles plus généraux, voir Climat du Grand Est et Climat de la Marne.
En 2010, le climat de la commune est de type climat océanique dégradé des plaines du Centre et du Nord, selon une étude du Centre national de la recherche scientifique s'appuyant sur une série de données couvrant la période 1971-2000. En 2020, Météo-France publie une typologie des climats de la France métropolitaine dans laquelle la commune est exposée à un climat océanique altéré et est dans la région climatique  Nord-est du bassin Parisien, caractérisée par un ensoleillement médiocre, une pluviométrie moyenne régulièrement répartie au cours de l’année et un hiver froid (3 °C). 
Pour la période 1971-2000, la température annuelle moyenne est de 10,3 °C, avec une amplitude thermique annuelle de 15,3 °C. Le cumul annuel moyen de précipitations est de 767 mm, avec 12,1 jours de précipitations en janvier et 8,2 jours en juillet. Pour la période 1991-2020, la température moyenne annuelle observée sur la station météorologique de Météo-France la plus proche, « Esternay-Man », sur la commune d'Esternay à 3 km à vol d'oiseau, est de 10,9 °C et le cumul annuel moyen de précipitations est de 780,5 mm. 
La température maximale relevée sur cette station est de 42,5 °C, atteinte le 25 juillet 2019 ; la température minimale est de −25 °C, atteinte le 14 février 1956,,. 
Les paramètres climatiques de la commune ont été estimés pour le milieu du siècle (2041-2070) selon différents scénarios d'émission de gaz à effet de serre à partir des nouvelles projections climatiques de référence DRIAS-2020. Ils sont consultables sur un site dédié publié par Météo-France en novembre 2022.

## Urbanisme

### Typologie
Au 1er janvier 2024, Neuvy est catégorisée commune rurale à habitat dispersé, selon la nouvelle grille communale de densité à sept niveaux définie par l'Insee en 2022.
Elle est située hors unité urbaine. Par ailleurs la commune fait partie de l'aire d'attraction de Paris, dont elle est une commune de la couronne,. 

### Occupation des sols
L'occupation des sols de la commune, telle qu'elle ressort de la base de données européenne d’occupation biophysique des sols Corine Land Cover (CLC), est marquée par l'importance des territoires agricoles (88,8 % en 2018), une proportion sensiblement équivalente à celle de 1990 (89,2 %). La répartition détaillée en 2018 est la suivante : 
terres arables (88,8 %), forêts (9,7 %), zones urbanisées (1,5 %). L'évolution de l’occupation des sols de la commune et de ses infrastructures peut être observée sur les différentes représentations cartographiques du territoire : la carte de Cassini (XVIIIe siècle), la carte d'état-major (1820-1866) et les cartes ou photos aériennes de l'IGN pour la période actuelle (1950 à aujourd'hui).

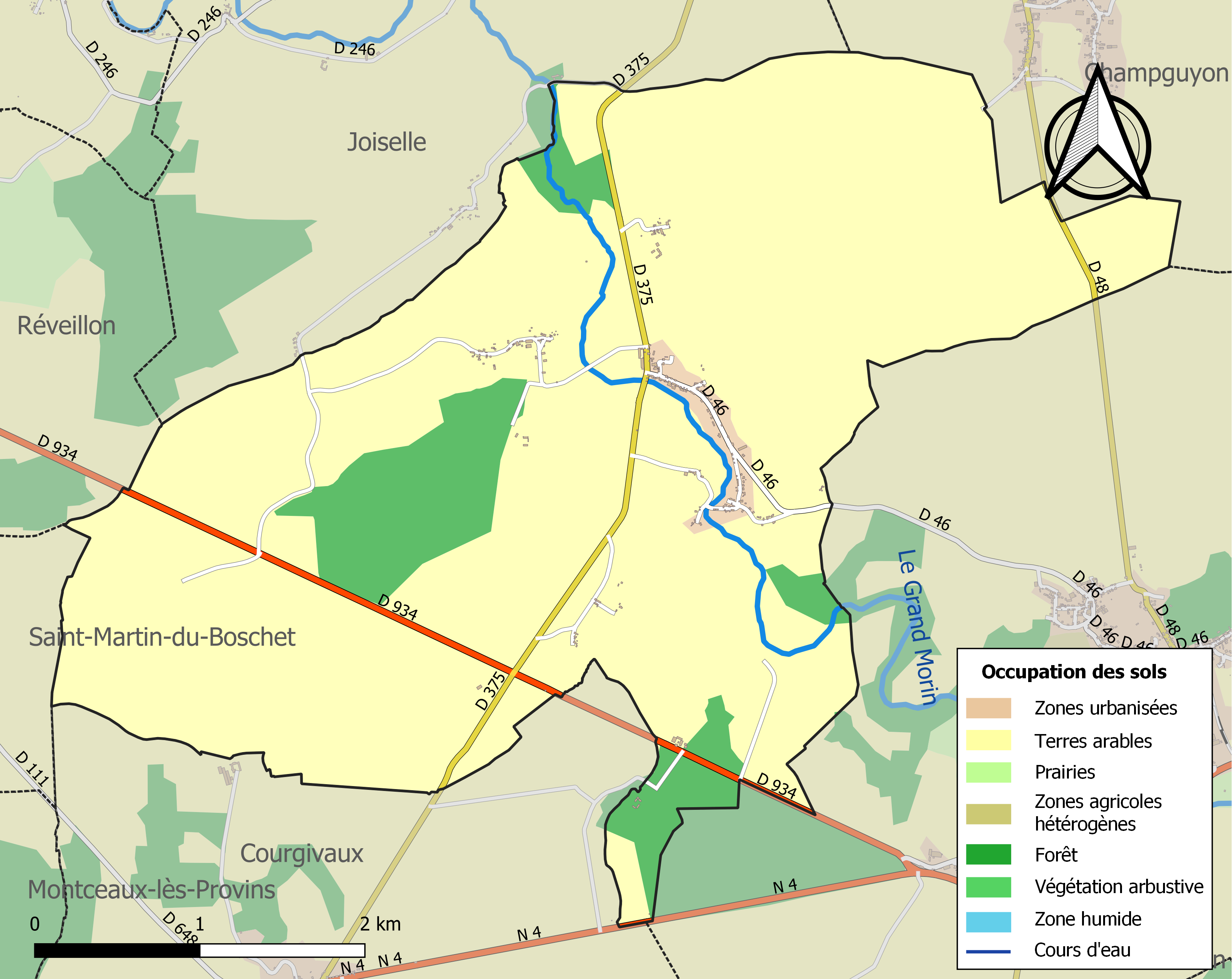
Carte des infrastructures et de l'occupation des sols de la commune en 2018 (CLC).

## Toponymie
Le nom de la localité est attesté sous les formes Novium (1140) ; Novus Vicus (1209) ; Novi (vers 1220) ; Nefviz (vers 1252) ; Nuefvis (1274) ; Nuefviz (1375) ; Neufvis (1377) ; Neufviz (1377) ; Noviacum (1407) ; Neufvy (1553) ; Neufvie (1748) ; Noviacum, Noomacum (1784) ; Neuvy-l'Abbesse.

Le toponyme de Neuvy est une déformation du latin Novus Vicus (signifiant « nouveau village »).

## Histoire
Trois maisons fortes existaient sur le territoire de la commune. S'il ne subsiste que quelques ruines de celle de Condry ; celle des Prés possède encore des tours. La maison forte de Nogentel (dite « Château de Nogentel »), datant du XIIIe siècle, a été restaurée au cours du XIXe siècle.
L'étymologie de Neuvy est « neuf vic » en ancien français "nouveau bourg", "nouveau village" issu du latin vicus. Le village a été fondé aux alentours du XIIIe siècle. L'église de style roman date de cette époque.
Lors de la 1re bataille de la Marne, le village fut libéré le 7 septembre 1914 après plusieurs jours d'occupation allemande.

## Politique et administration
| Période                                  | Période                      | Identité       | Étiquette | Qualité                              |
| ---------------------------------------- | ---------------------------- | -------------- | --------- | ------------------------------------ |
| Les données manquantes sont à compléter. |                              |                |           |                                      |
| ?                                        | 1941                         | Edmond Lesourd | ?         | Révoqué par le Gouvernement de Vichy |
| avant 1995                               | ?                            | Lucien Konig   |           |                                      |
| 2001                                     | 2014                         | André Sarazin  |           |                                      |
| 2014                                     | En cours (au 4 juillet 2014) | Guy Degois     |           |                                      |

## Démographie
L'évolution du nombre d'habitants est connue à travers les recensements de la population effectués dans la commune depuis 1793. Pour les communes de moins de 10 000 habitants, une enquête de recensement portant sur toute la population est réalisée tous les cinq ans, les populations de référence des années intermédiaires étant quant à elles estimées par interpolation ou extrapolation. Pour la commune, le premier recensement exhaustif entrant dans le cadre du nouveau dispositif a été réalisé en 2008.

En 2022, la commune comptait 272 habitants, en évolution de +11,48 % par rapport à 2016 (Marne : −1,19 %, France hors Mayotte : +2,11 %).
| 1793 | 1800 | 1806 | 1821 | 1831 | 1836 | 1841 | 1846 | 1851 |
| ---- | ---- | ---- | ---- | ---- | ---- | ---- | ---- | ---- |
| 303  | 317  | 330  | 331  | 364  | 349  | 428  | 460  | 466  |

| 1856 | 1861 | 1866 | 1872 | 1876 | 1881 | 1886 | 1891 | 1896 |
| ---- | ---- | ---- | ---- | ---- | ---- | ---- | ---- | ---- |
| 437  | 467  | 464  | 420  | 379  | 402  | 405  | 406  | 374  |

| 1901 | 1906 | 1911 | 1921 | 1926 | 1931 | 1936 | 1946 | 1954 |
| ---- | ---- | ---- | ---- | ---- | ---- | ---- | ---- | ---- |
| 380  | 382  | 359  | 335  | 357  | 346  | 321  | 287  | 244  |

| 1962 | 1968 | 1975 | 1982 | 1990 | 1999 | 2006 | 2008 | 2013 |
| ---- | ---- | ---- | ---- | ---- | ---- | ---- | ---- | ---- |
| 213  | 192  | 174  | 108  | 151  | 158  | 204  | 217  | 233  |

| 2018 | 2022 | - | - | - | - | - | - | - |
| ---- | ---- | - | - | - | - | - | - | - |
| 265  | 272  | - | - | - | - | - | - | - |

## Lieux et monuments
- L'église de style roman du XIIIe siècle.
- Le château de Nogentel, niché dans la forêt. On y accède par la RN 34 depuis la ferme de la Poste.
- Le château des Prés, en direction de Montbléru, à gauche après la voie ferrée. Il reste deux tours rondes du XVe siècle.
- La ferme de la Poste, en bordure de la RN 34, face à l'entrée du château de Nogentel, ancien relais de Poste, du temps des diligences.

## Personnalités liées à la commune
- Henri François, né à Neuvy, est un coureur cycliste français